# Álgebra de optimización
En matemáticas, el término álgebra de optimización hace referencia a una estructura algebraica definida en el conjunto de reales positivos extendido.

## Definición
En el conjunto {\displaystyle \mathbb {R} _{\infty }=\mathbb {R} \cup \{\infty \}} se definen las operaciones binarias:
Suma
{\displaystyle a\boxplus b={\begin{cases}\min\{a,b\}&,\;si:&a,b\in \mathbb {R} \\b&,\;si:&a=\infty \\a&,\;si:&b=\infty \end{cases}}}
Producto
{\displaystyle a\boxdot b={\begin{cases}a+b&,\;si:&a,b\in \mathbb {R} \\\infty &,\;si:&los\;otros\;casos\end{cases}}}
La estructura algebraica resultante se denomina álgebra de optimización y es un semicuerpo puesto que satisface todos los axiomas de un cuerpo con excepción del axioma de existencia de inversos aditivos.